# 遠山口駅
遠山口駅（とおやまぐちえき）は、長野県下伊那郡天龍村平岡にあった日本国有鉄道（国鉄）飯田線の駅（廃駅）である。平岡ダム建設による川の水位上昇に伴う鉄橋の付け替えのため廃止された。

## 歴史
- 1937年（昭和12年）3月1日：三信鉄道の遠山口停留場として開業。旅客駅[1][2]。
- 1943年（昭和18年）8月1日：国有化、国有鉄道飯田線の駅となる[2]。同時に遠山口駅に昇格[2]。
- 1951年（昭和26年）7月25日：廃止[2][3]。

## 駅構造
単式ホーム1面1線を持つ地上駅であった。

## 駅周辺
駅は遠山川を渡る鉄橋のすぐ南側に設置されていた。旧線の鉄橋は吊橋に架け替えられており、現路線の鉄橋と並行している。駅の近くを通る国道418号を東へ10キロメートルほど行くと、駅名の由来である遠山郷があった。

## 隣の駅
日本国有鉄道
飯田線
平岡駅 - 遠山口駅 - 為栗駅